# Et pourtant
Et pourtant (E tuttavia) è un brano musicale, scritto ed interpretato dal cantante franco-armeno Charles Aznavour,  con l'arrangiamento di Georges Garvarentz. 

## La storia e il testo
Et pourtant è una canzone d'amore che descrive la lotta per interrompere una relazione che ha causato dolore. Nel testo il protagonista una mattina si sveglia  e si rende conto che ha bisogno di liberarsi da quella relazione nociva, nonostante ami ancora profondamente quella persona. Nonostante ciò, sceglie di andarsene senza rimorsi o rimpianti, sperando di trovare pace e felicità altrove.
Il protagonista è determinato a interrompere i sentimenti nascosti che li dilaniavano. Ambedue pensano che prendendo le distanze fisicamente, saranno in grado di ritrovare la serenità e poter offrire il loro amore a qualcun altro che lo merita. 
La canzone descrive la lotta interiore della separazione. Il protagonista rileva la necessità di ritrovare una situazione stabile, di spensieratezza e felicità e di fuggire dall'influenza della persona che ha causato il suo dolore: fino al punto che nel futuro il loro antico amore divenga un lontano ricordo.
Alla fine, nonostante la determinazione ad andare avanti, la ripetizione di E tuttavia amo solo te rivela che, nonostante il dolore e la decisione di lasciarsi, l'amore resta. Infatti quest'ultimo rifiuta di separarsi.